# Магидор, Офра
Офра Магидор (англ. Ofra Magidor, род. 1976) — философ и логик, профессор метафизической философии Уэйнфлита в Оксфордском университете и член Колледжа Магдалины.

## Биография
Магидор получила степень бакалавра математики, философии и информатики в Еврейском университете в Иерусалиме в 2002 году и степень бакалавра философии в Оксфордском университете в 2004 году. В 2007 году она получила степень доктора философии также в Оксфордском университете. Она читает лекции в Оксфорде с 2005 года, а в 2016 году стала профессором метафизической философии Уэйнфлита, второй женщиной, занявшей эту должность. В 2014 году она стала лауреатом премии Филипа Леверхалма в знак признания её выдающихся исследовательских достижений, получивших международное признание.
В настоящее время Магидор входит в редакцию журналов Disputatio, Ergo, Thought и Mind.
Её отец — математик Менахем Магидор.

## Книги
- 2013. Category Mistakes, (Oxford University Press). Paperback edition: Oxford University Press, 2016.